# Carduelis
Carduelis je rod zrnožravých ptáků z čeledi pěnkavovitých. Tento rod vytyčil již francouzský přírodovědec Mathurin Jacques Brisson v roce 1760. Termín carduelis v pochází z latiny, ve které se jím pojmenovává stehlík obecný (Carduelis carduelis).
Do rodu Carduelis se ještě na přelomu 20. a 21. století řadilo velké množství pěnkavovitých ptáků. Nguembock et al. (2009) ve své genetické studii však poukázal na polyfyletičnost tehdejšího uspořádání rodu Carduelis, což nedlouho nato potvrdil i Zuccon et al. (2012). Tyto závěry byly přijaty řadou ornitologických autorit včetně IOC World Bird List. Zvonci byli vyčleněni do samostatného rodu Chloris, jihoameričtí a severoameričtí čížci byli přeřazeni do rodu Spinus, konopky nalezly své taxonomické místo v rodu Linaria a čečetky byly vyjmuty do rodu Acanthis. Moderní taxonomie tak do silně okleštěného rodu Carduelis řadí pouze následující druhy:
- zvonohlík citrónový (Carduelis citrinella)
- zvonohlík korsický (Carduelis corsicana)
- Carduelis caniceps
- stehlík obecný (Carduelis carduelis)